# Cherry Creek (villa)
Cherry Creek es una villa ubicada en el condado de Chautauqua en el estado estadounidense de Nueva York. En el año 2000 tenía una población de 551 habitantes y una densidad poblacional de 156 personas por km².

## Geografía
Cherry Creek se encuentra ubicada en las coordenadas 42°17′4″N 79°5′50″O / 42.28444, -79.09722.

## Demografía
Según la Oficina del Censo en 2000 los ingresos medios por hogar en la localidad eran de $31,528, y los ingresos medios por familia eran $32,500. Los hombres tenían unos ingresos medios de $31,406 frente a los $24,038 para las mujeres. La renta per cápita para la localidad era de $15,358. Alrededor del 18.3% de la población estaban por debajo del umbral de pobreza.